# Збіґнєв Скрудлік
Збіґнєв Анджей Скрудлік (пол. Zbigniew Andrzej Skrudlik, нар. 12 травня 1934, Ясло, Польща) — польський фехтувальник на рапірах, срібний (1964 рік) та бронзовий (1968 рік) призер Олімпійських ігор.

## Виступи на Олімпіадах
| Олімпіада   | Дисципліна      | Місце |
| ----------- | --------------- | ----- |
| Токіо 1964  | командна рапіра | 2     |
| Мехіко 1968 | командна рапіра | 3     |